# Joseph R. Davis
Pour les articles homonymes, voir Davis.
Joseph Robert « Joe » Davis, né le 12 janvier 1825 à Woodville et mort le 15 décembre 1896 à Biloxi, est un avocat, fermier et milicien américain.
Il est devenu officier dans l'armée des États confédérés pendant la guerre de Sécession et dans la Mississippi Army National Guard.
Il est le neveu et l'aide de camp du président confédéré Jefferson Davis.